# Brazilian Film Festival of Miami 2019
O 23º Brazilian Film Festival of Miami aconteceu entre 14 e 21 de setembro de 2019. O Miami Beach Cinematheque sediou o Festival de Cinema abrigando sessões especiais. A grande homenagem da noite foi para a atriz Dira Paes.

## Premiação e mostra
O júri da edição foi composto por Adriana Sabino, fundadora e presidente do Centro Cultural Brasil-USA; Ana François, professora da University of Miami; Maria Sanchez, Aquisições de Conteúdo na Amazon Prime Video, e Monica Sufar, consultora na WarnerMedia. 
Além da competição, o festival exibiu mais de dez obras inéditas ou recém-lançadas em diferentes espaços da cidade, como o Regal South Beach 18, o Colony Theater, a Florida Internacional University e o Silverpost Cinema.

## Vencedores e indicados
Fonte: 
|  | Indica o ganhador dentro de cada categoria. |

| Melhor Filme Simonal - Boca de Ouro - De Pernas pro Ar 3 - Deslembro - Todas as Canções de Amor - Veneza | Melhor Diretor Joana Mariani - Todas as Canções de Amor - Daniel Filho - Boca de Ouro - Flávia Castro - Deslembro - Julia Rezende - De Pernas pro Ar 3 - Leonardo Domingues - Simonal - Miguel Falabella - Veneza                                                                                       |
| Melhor Ator Fabrício Boliveira - Simonal - Bruno Gagliasso - Todas as Canções de Amor - Bruno Garcia - De Pernas pro Ar 3 - Eduardo Moscovis - Veneza - Júlio Andrade - Todas as Canções de Amor - Marcos Palmeira - Boca de Ouro | Melhor Atriz Lorena Comparato - Boca de Ouro - Dira Paes - Veneza - Ingrid Guimarães - De Pernas pro Ar 3 - Isis Valverde - Simonal - Jeanne Boudier - Deslembro - Luíza Mariani - Todas as Canções de Amor - Malu Mader - Boca de Ouro - Marina Ruy Barbosa - Todas as Canções de Amor                 |
| Melhor Cinematografia Pablo Baião - Simonal - Dante Belluti - De Pernas pro Ar 3 - Felipe Reinheimer - Siminal - Gustavo Hadba - Todas as Canções de Amor - Gustavo Hadba - Veneza - Heloisa Passos - Deslembro                   | Melhor Roteiro Miguel Falabella - Veneza - Euclydes Marinho - Boca de Ouro - Flávia Castro - Deslembro - Marcelo Saback, Rene Belmonte e Ingrid Guimarães - De Pernas pro Ar 3 - Nina Crintz, Vera Egito e Roberto Vitorino - Todas as Canções de Amor - Victor Atherino e Leonardo Domingues - Simonal |